# Estadio de Domiciano

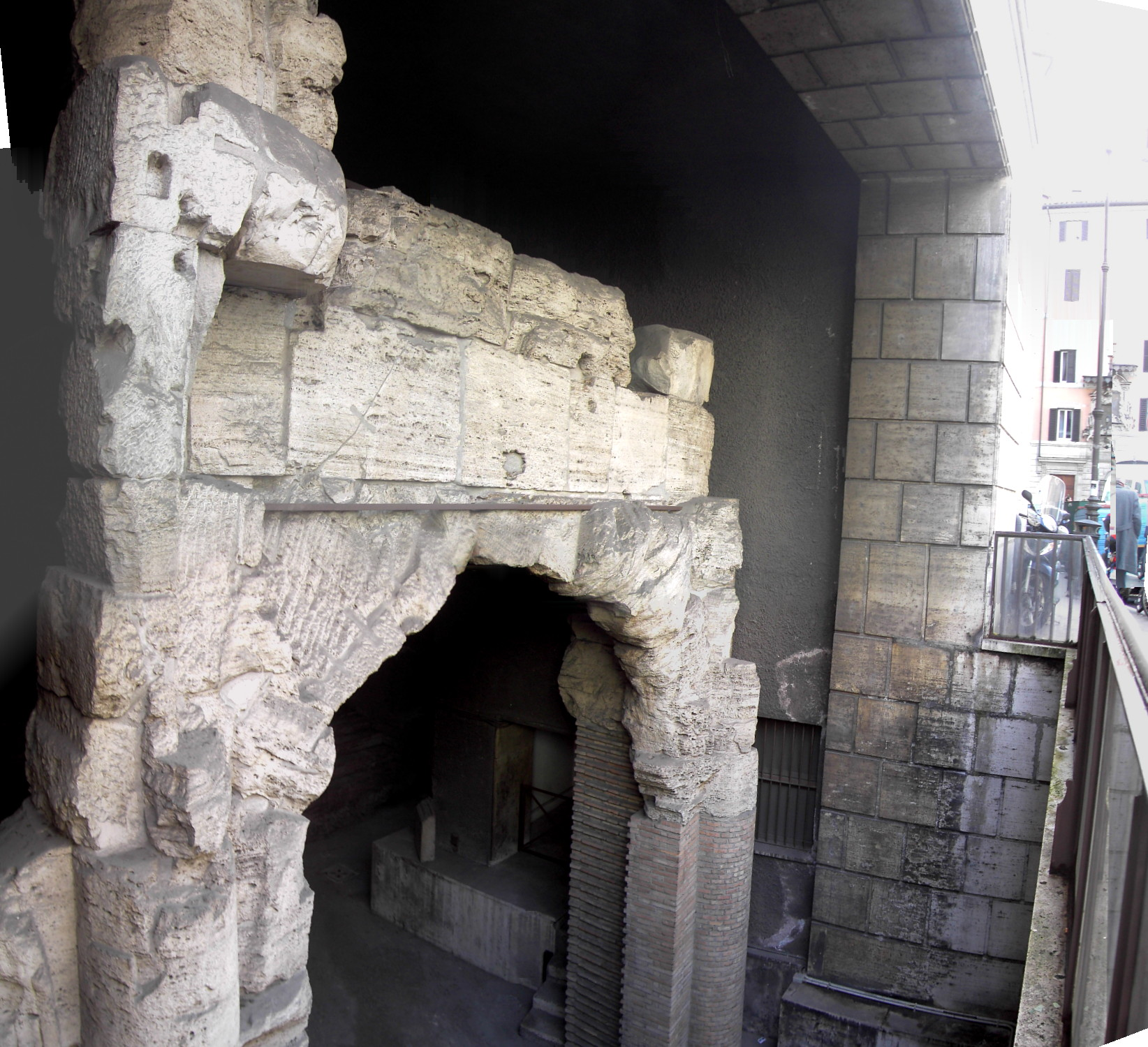
Arcada del Estadio de Domiciano.

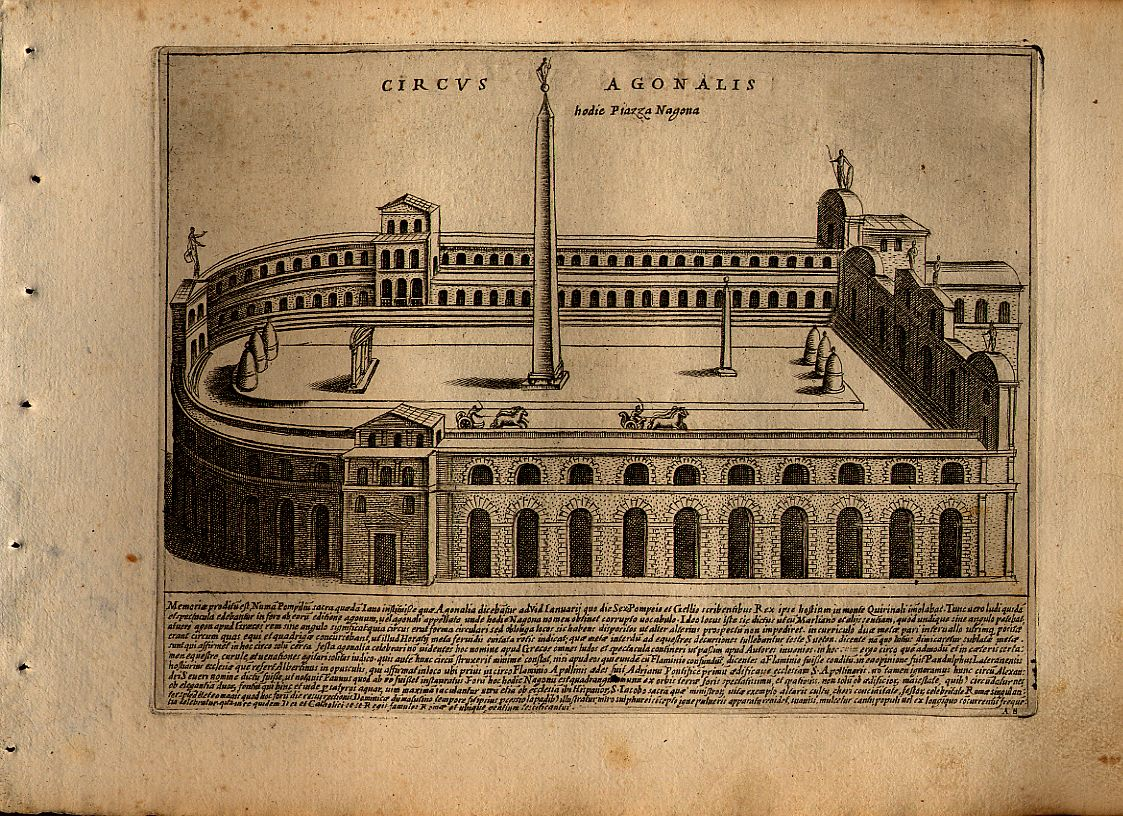

Construido en el Campo de Marte por el emperador del mismo nombre, el Estadio de Domiciano no poseía spina ni lugares para la salida de caballos en las carreras de carros. La Plaza Navona ocupa el emplazamiento del estadio y ha conservado sus dimensiones y su forma.
Era un estadio para competiciones atléticas en la Antigua Roma.

## Historia
El emperador Domiciano (81-96) hizo restaurar los edificios del Campo de Marte dañados por el gran incendio del año 80 y los mandó reconstruir. El más destacable de los edificios nuevos fue este gran estadio también conocido como Piazza Navona.
El estadio de Domiciano fue construido al estilo de los estadios griegos, en cierto modo muy semejantes a los circos romanos, aunque de menor tamaño: tiene forma rectangular, aunque en uno de los lados cortos, el de las gradas, tiene forma semicircular; el otro lado corto estaba reservado para la salida de los atletas y el inicio de las carreras.  En su exterior el estadio estaba organizado como el Teatro Marcelo y el Coliseo, es decir, con arcos de medio punto en sus dos alturas, correspondientes cada una de ellas con un sector de las gradas -ima cavea y summa cavea-.  El estadio tenía una capacidad para unos 30.000 espectadores.  También se celebraron en él luchas de gladiadores, dado su escaso uso para juegos deportivos.
| Planta intemporal de la parte central del Campo de Marte (Campus Martius) |
| --- |
| Termas de Nerón Estadio de Domiciano Panteón Basílica de Neptuno Termas de Agripa Stagnum? Odeón de Domiciano ¿Almacenes? Saepta Julia Diribitorium Porticus Divorum Aqua Virgo Arco de Claudio Porticus Vipsania Cuarteles de las Vigiles Templo de Isis y Serapis Templo de Minerva Chalcidica Altar de Marte Via Flaminia Via Flaminia Templo de Adriano Templo de Matidia Teatro de Pompeyo Templos de Largo Argentina Porticus Minucia Columna de Marco Aurelio T. de M.Aurelius y Faustina (?) Arco de M. Aurelio (?) Columna de Antoninus Pius Ustrinum Antoninorum Ustrinum M. Aurelii Via Recta Pórtico de Pompeyo Arcus Novus Porticus Meleagri Porticus de los Argonautas Piazza della Rotonda Villa Publica |